# アンバランス (力学)
この項目では、回転体のアンバランスについて記述する。
回転体（ローター）において、その質量の中心（慣性軸）が回転の中心（幾何学軸）とずれている状態のことをアンバランスと呼ぶ。回転不釣り合いとも呼ばれる。
アンバランスがあると、回転体は振動し破損の原因になるほか、騒音を発生させる。
このため、高速回転体/大型の回転体では製造時／保守点検時にバランスをとるのが一般的である。
自動車タイヤのホイールバランスが有名である。
その具体的な方法はバランスウェイトの追加などによって行われ、バランスを計測する専用の機械がある。
アンバランスには静的アンバランスと動的アンバランスの二種類に分類される。
他方でアンバランスは、加振機として使われることもある。

## アンバランスの発生原因
経年変化：汚れの付着や変形により質量中心がずれてしまう。
加工、組み立て：加工精度や組み立て精度によりアンバランスが生じる。
熱変形：熱による部分的な膨張によりアンバランスが発生することがある。
意図的なアンバランス：設計上あえてアンバランスをつくり、加振機として利用する。

## アンバランスの影響
振動、騒音、軸受けの寿命短縮

## バランスを良くする方法
おもりの付加、材料の部分除去、質量の移動、質量を中央に集める

## アンバランスの計測方法
試し錘を適当な場所につけたときに振動の仕方がどのように変わるかを計測し、計算によってアンバランスを特定する。
振動は軸の加速度や変位によって計測される。

## 静的アンバランスと動的アンバランス
静的バランス：　回転体の重心が回転軸上に無い状態。ローターを滑らかなレールの上に載せると重い部分が下向くイメージ。
偶バランス：　回転体の重心が回転軸上にある状態で回転時に傾きのモーメントが生じる。質量主軸と回転中心軸が一致していないときに起こる。回転時のみ振動を起こす。
動的バランス：　静的バランスと偶バランスの両方が存在する状態。